# 國家漫畫博物館
國家漫畫博物館（簡稱國漫館、漫博館，英語：、NTMC）為臺灣的國家級漫畫博物館。2017年中華民國文化部開始規劃，2018年委由國立臺灣歷史博物館籌備規劃，2020年8月成立「國家漫畫博物館籌備小隊」；2023年10月20日成立「國家漫畫博物館籌備處」，同年12月23日設於臺中刑務所建築群的國漫館東側基地正式開展。目前各時期國內外漫畫文物資料蒐藏累積至今超過1萬5000件，其中漫畫雜誌及單行本等出版品超過1萬件、手稿約4000多件。

## 歷史

### 計畫設於台中水湳時期
2017年9月1日，臺中市政府新聞局透露時任臺中市市長林佳龍正與中華民國文化部合作建構國家漫畫博物館計畫。同年10月28日，文化部與臺中市政府共同宣布國家漫畫博物館設於水湳經貿園區內的中臺灣電影中心，預計2018年上半年動土、2020年底完工。
2018年，文化部正式委託國立臺灣歷史博物館協助籌備國家漫畫博物館。同年4月2日臺中市政府與文化部共同舉辦中台灣電影中心動土典禮。中臺灣電影中心興建期間，從林佳龍市府到盧秀燕市府一共發公文38次往返溝通協商，請文化部確認要求變更國家漫畫博物館工程需求項目都無法工程變更。
2020年5月13日，文化部宣佈因空間規劃無法達成共識而使國家漫畫博物館落腳水湳經貿園區案破局，臺中市政府另提出七處建議場址給文化部評估，文化部邀請漫畫產業與空間規劃相關學者組成選址評估委員會。同年8月國立臺灣歷史博物館成立「國家漫畫博物館籌備小隊」，開始舉辦或參與相關活動與收集未來館藏。

### 計畫設於台中帝糖時期
2020年9月30日，文化部發函告知臺中市政府選址結果，10月21日文化部公佈選定「帝國製糖廠臺中營業所、台鐵新民街倉庫群（臺中驛第一貨物倉庫群新民街8-10號與11-17號倉庫）」作為國家漫畫博物館建館計畫基地，但由於帝國製糖廠臺中營業所仍有委外營運契約至2024年到期，臺中市政府新聞局說會居間協調文化部需求與確保委外營運廠商權益。2021年5月5日，立法委員黃國書邀有關政府機構到選址處會勘籌設進度，但文化部仍未完成國家漫畫博物館先期規劃，加上台鐵新民街倉庫群仍有私人產權部分無法點交，文化部人文及出版司表示「國家漫畫博物館空間建置與營運先期規劃」案預計在2021年6月底可完成先期規畫。
2022年8月11日，臺南市政府文化局透露時任臺南市市長黃偉哲曾於2020年爭取國家漫畫博物館落腳國立臺灣歷史博物館二期擴增計畫基地。
2023年3月10日，文化部、臺鐵與臺中市政府透露即將完成新民街倉庫群的產權與租用問題。

### 於台中刑務所建築群開館
2023年4月1日，時任行政院副院長鄭文燦與文化部、臺中市政府等相關首長民代共同會勘臺中刑務所建築群後宣布，臺中刑務所建築群（包含市定古蹟臺中刑務所典獄官舍、臺中刑務所浴場，以及歷史建築臺中刑務所官舍群與正委外經營的臺中市刑務所演武場）確定為國家漫畫博物館基地，經費由文化部全數支應。
6—8月，全區基地土地與建築（共2.75公頃）由臺中看守所、臺中監獄與臺中市政府無償移撥給文化部。9月，國漫館啟動優化工程。10月20日，正式成立「國家漫畫博物館籌備處」。12月23日，國家漫畫博物館園區(東側基地)正式辦展對外開放。北側新建館舍預計於2028年建成。

## 組織架構
- 主任
  - 副主任

行政業務
- 綜規行政室：綜理政策、法規、計畫及經費之研擬、規劃與協調等工作事項。
- 企劃轉譯組：漫畫議題研究、展覽企劃、文物徵集典藏、漫畫內容轉譯、資料蒐集詮釋等工作事項。
- 資源網絡組：圖書館管理、教育推廣、館際交流與公關活動、品牌行銷與跨域合作等相關工作事項。
- 工務組：國漫館總體規劃、場館修繕與維護、興建工程等相關業務。
- 人事管理員：由文化部人事處派員兼任。
- 主計員：由文化部主計處派員兼任。

## 資料來源
1. ↑  國家漫畫博物館落腳台中 5打卡熱點開箱 （页面存档备份，存于），聯合報，2023-6-24
2. ↑  臺中市政府新聞局廣告. . 信傳媒. 2017-09-01  [2019-02-05]. （原始内容存档于2019-04-25） （中文）. 「2017台中國際動漫博覽會」……林佳龍市長趁著暑假的最後一個週末假日到場參觀……林市長表示……市府將有規劃的活化台中第四市場舊址修建為漫畫/插畫家進駐基地，又透過與文化部共同合作建構國家漫畫博物館計畫，將國家級動漫產業扶植計畫帶至台中，並在水湳智慧城設置ACG產業創新研發專區，希望築巢引鳳一步步發展台中的ACG產業。
3. ↑  洪敬浤. . 聯合報即時新聞. 2017-10-28  [2018-03-27]. （原始内容存档于2018-03-28） （中文）.
4. ↑  黃鐘山. . 自由時報電子報. 2017-10-28  [2018-03-27]. （原始内容存档于2018-03-28） （中文）.
5. ↑  國家漫畫博物館籌備小隊辦理「畫我・短漫畫比賽」徵件於5月底截止 （页面存档备份，存于），GNN新聞，2021-04-29
6. ↑  . 寶島聯播網大千電台. 2018-04-02  [2022-02-23]. （原始内容存档于2022-02-23） （中文（臺灣））.
7. ↑  黃鐘山. . 自由時報電子報. 2020-05-14  [2022-02-23]. （原始内容存档于2022-02-23） （中文（臺灣））.
8. ↑  與台中市府合作破局！文化部：國家漫畫博物館另覓地點 （页面存档备份，存于），聯合報，2020-5-13
9. ↑  陳秋雲. . 聯合報. 2020-10-21  [2021-08-15]. （原始内容存档于2020-11-28）.
10. ↑  陳宛茜. . 聯合報即時新聞. 2020-10-21  [2021-08-15]. （原始内容存档于2020-12-02）.
11. ↑  馮惠宜. . 中國時報. 2021-05-06  [2021-08-15]. （原始内容存档于2021-08-15）.
12. ↑  曹婷婷. . 中時新聞網. 2022-08-11  [2023-03-11]. （原始内容存档于2023-03-11）.
13. ↑  采瀅. . 聯合報. 2023-03-11  [2023-03-11].
14. ↑  新聞稿. . 臺中市政府新聞局. 2023-04-01  [2023-04-02]. （原始内容存档于2023-04-02）.

## 外部連結
- 國家漫畫博物館籌備處 （页面存档备份，存于）
- 國家漫畫博物館籌備處的Facebook專頁
- 國家漫畫博物館的Instagram帳戶